# Distretto di Ladik
Il distretto di Ladik (in turco Ladik ilçesi) è uno dei distretti della provincia di Samsun, in Turchia.